# NIRA総合研究開発機構
公益財団法人NIRA総合研究開発機構（こうえきざいだんほうじん にらそうごうけんきゅうかいはつきこう、英称：Nippon Institute for Research Advancement、通称：NIRA）は、国政、国際関係、地域に関する政策提言を行うシンクタンクである。1974年に認可法人総合研究開発機構として設立され、2007年に財団法人、2011年に公益財団法人に組織変更し、さらに2016年に現在の名称へと改称している。

## 概要
NIRA総合研究開発機構の起源となる総合研究開発機構は、総合研究開発機構法に基づいて、産業界、学界、労働界、地方公共団体を代表する人々の発起により、1974年3月に認可法人として設立された。
平和の理念に基づき、現代の経済社会及び国民生活の諸問題の解明に寄与するため、民主的な運営の下に、自主的な立場から、総合的な研究開発の実施及び助成、総合的な研究開発に関する情報の収集、整理及び提供等を行なうとともに、総合的な研究開発の成果を公開し、もつて国民の福祉の増進に資することを目的としていた。
NIRAの財源は官民各界からの出資、寄付により成り立ち、研究機関との交流、支援育成など積極的な活動を展開していた。NIRAの事業としては、主に(1)日本及び日本国民全体の「総合力」の維持・強化、(2)地域の再生・創造と市民社会、(3)アジア、特に北東アジアの地域協力についての研究を行っていた。
研究員は主に国家公務員、地方公務員、企業などからの出向者が多く、多彩な研究を展開していた。
設立以降、政策指向型の研究機関として、現代の社会において相互複雑に影響しあう諸問題について総合的視点から取り組むとともに、政策形成に向けた数々の提言を行い、現在までの研究テーマは1,000件を超えるに至っている｡
2016年に公益財団法人に移行し、独立的・中立的な立場から国民が求める政策課題を特定し、わかりやすい情報発信を行うことにより、政策論議の活性化と政策形成過程に貢献していくことを目指している。

## 沿革
- 1974年3月25日 - 総合研究開発機構法（昭和48年法律第51号）に基づき、認可法人総合研究開発機構として設置される。事務所は当初霞が関ビルに置き、のち新宿三井ビルに移転した。
- 1994年 - 現在地に移転
- 2007年11月29日 - 行政改革の一環として制定された総合研究開発機構法を廃止する法律の施行（同年8月10日）に伴い、財団法人に組織変更される。
- 2011年2月1日 - 公益法人制度改革に伴って公益財団法人に組織変更
- 2016年6月13日 - 現在の名称へと改称

## 事業

### NIRAの研究事業について
NIRAの研究事業は、政策課題の機動的な分析を行い、わかりやすい情報発信を行うことにより、政策論議を活性化し、政策形成過程に貢献していくことを目指している。そのため、学者、研究者、専門家などの有識者のネットワークを活用しており、問題の本質を迅速に抽出し、具体的な提言、ビジョンを提示している。

### NIRAの研究分野
国政、国際関係、地域に関する３つのテーマを中心に日本が抱える課題を抽出し、政策提言を行っている。

### NIRA大来政策研究賞
第2代研究評議会議長でもあった元外務大臣大来佐武郎の業績を顕彰し、政策研究を奨励するための事業。2000年から2005年まで計6回にわたって、「一般図書等の部」（各回2-3件）「地域における政策研究の部」（各回0-1件）の2部門で政策志向の研究を表彰した。

### NIRA公共政策研究セミナー
政策の分析や評価の基本を学び、これらの方法を実践的に修得する政策研究の導入セミナーとして、2002年度から2005年度にかけて開催。公共政策の研究や分析を、理論的、学際的、実践的に進め問題を提起し、議論を展開できる人材を養成することを目的としたプログラムにて公共政策の実務者、研究者、コーディネータなどを目指している人材や、あるいは市民として自発的に政策を論じ行動を起こしたい、こうした問題意識を持っている人々を対象としていた。

## 役員

### 歴代会長
1. 木川田一隆
2. 佐々木直
3. 石原俊
4. 小林陽太郎
5. 牛尾治朗
6. 金丸恭文

### 歴代理事長
1. 向坂正男
2. 下河辺淳
3. 星野進保
4. 塩谷隆英
5. 伊藤元重
6. 金丸恭文
7. 谷口将紀

## 主な出版物
- 『日本の課題を読み解く　わたしの構想I』（時事通信社）
- 『日本の課題を読み解く　わたしの構想Ⅱ」（時事通信社）
- 『NIRA　わたしの構想　No.38: 学生本位の大学教育』（Kindle版）
- 『NIRA　わたしの構想　No.39: ビッグデータ本格活用へ』（Kindle版）
- 『NIRA　わたしの構想　No.40: ドイツ社会都市の可能性』（Kindle版）
- 『NIRA　わたしの構想　No.41: 米中対立をどうみるか』（Kindle版）
- 『NIRA　わたしの構想　No.42: 令和改革』（Kindle版）